# 타데우시 라이히슈타인
타데우시 라이히슈타인(독일어: Tadeusz Reichstein, 1897년 7월 20일 ~ 1996년 8월 1일)은 폴란드 입헌왕국 출신의 스위스의 화학자이다. 1950년에 여러 종류의 부신피질 호르몬의 발견 및 그 구조와 생물학적 작용을 발견·연구한 공로로 필립 쇼월터 헨치, 에드워드 캘빈 켄들과 함께 노벨 생리학·의학상을 수상했다.

## 수상 경력
- 1947년 : 마르셀 베노이스트상(영어판)
- 1950년 : 노벨 생리학·의학상
- 1968년 : 코플리 메달